# Ѳ
Fita (Ѳ per a majúscula i ѳ per a minúscula) és una lletra obsoleta de l'antic alfabet eslau eclesiàstic o ciríl·lic antic, que tenia un so equivalent a /f/. Prové de la lletra grega theta, i s'emprava principalment per escriure noms propis d'origen grec.
El so /θ/ de la theta grega no existeix en rus, per la qual cosa se substituïa per /f/. Per exemple, el nom Theodoros (en espanyol, Teodoro) passaria al rus com Fiódor. La lletra fita va ser generalment substituïda per la lletra ef (Ф, ф) en la reforma ortogràfica de 1918. En l'adaptació al rus de paraules gregues amb el grup consonàntic phth (Φθ), com фталевая кислота (àcid ftàlic), així com en altres idiomes eslaus, la fita es pronunciava /t/, i va ser substituïda per la lletra ciríl·lica et. Per exemple, les grafies búlgara i sèrbia del nom Teodor són, respectivament, Тодор (Todor) i Теодор (Teodor).
Actualment aquesta lletra entre moltes unes altres es troba en desús total, encara que molts mitjans com actualment Internet ajuden al fet que no caigui en l'oblit complet.

## Sistema numeral
Aquest caràcter representa el nombre 9 en el numeral eslau eclesiàstic.

## Unicode
Els seus codis són U+0472 per a majúscula i U+0473 per a minúscula.